# Harry Beck
Harry C. Beck (Londres, 1903 — 1974) foi um designer gráfico, mais conhecido por ter revolucionado a design de informação criando o mapa do metrô de Londres em 1931.
Antes desse infográfico de Beck, várias linhas de metrô eram representadas geograficamente, muitas vezes se sobrepondo ao mapa das ruas. Beck percebeu que a localização geográfica era informação supérflua para os usuários de metrô, eles queriam saber apenas a ordem e relação das estações entre si, para decidir onde mudar de estação.
Inspirado na simplicidade de diagramas de engenharia elétrica, Beck projetou o mapa que seria o paradigma para todos os mapas de transporte público que vieram em seguida.